# Валле Эгели, Синдре
Синдре Валле Эгели (норв. Sindre Walle Egeli; 21 июня 2006) — норвежский футболист, нападающий датского клуба «Норшелланн» и национальной сборной Норвегии.

## Клубная карьера
Выступал за юношеские команды клубов «Нансет» и «Саннефьорд». В феврале 2022 года присоединился к футбольной академии датского клуба «Норшелланн». 9 декабря 2023 года дебютировал в основном составе «Норшелланна» в матче Кубка Дании против «АБ Гладсаксе». 26 февраля 2024 года дебютировал в датской Суперлиге в матче против «Копенгагена». 11 августа 2024 года забил свой первый гол за «Норшелланн» в матче датской Суперлиги против «Люнгбю».

## Карьера в сборной
Выступал за сборные Норвегии до 15, до 16, до 17, до 18, до 19 лет и до 21 года.
6 сентября 2024 года 18-летний игрок дебютировал за главную сборную Норвегии в матче Лиги наций УЕФА против сборной Казахстана.

## Личная жизнь
Его старший брат Ветле также является профессиональным футболистом.